# 玉米麵包
玉米麵包（英語：Cornbread）是一種用粗玉米粉製成的速發麵包，與美國南方飲食有關，起源於美洲原住民飲食。用研磨至相當細緻的粗玉米粉所製成的餃子與煎薄餅，是亞利桑那州霍皮人的主食。而居住在美國中西部的希達沙人將烘烤過的玉米麵包稱為納克奇（naktsi）。切羅基人和塞尼卡人部落另會把栗子、葵花籽、蘋果或漿果等豐富的餡料添加至麵糊內，有時亦會將豆類或馬鈴薯與粗玉米粉混合在一起。現代版本的玉米麵包則通常使用發粉作為膨松剂使其發酵。